# Курманбаев, Ислам Шеркулович
Ислам Шеркулович Курманбаев (18 сентября 1973) — киргизский футболист, полузащитник. Выступал за сборную Кыргызстана. Мастер спорта Кыргызстана (1998).

## Биография
Взрослую карьеру начал в 1992 году первом сезоне независимого чемпионата Кыргызстана в составе клуба «АПК Намыс» (Талас). В 1993 году перешёл в «Алгу» (позднее — «Алга-ПВО», «СКА ПВО») и в этом клубе провёл десять сезонов. Часть сезона 1993 года провёл во втором составе «Алги», также выступавшем в высшей лиге, а в 2001 году отыграл полсезона за бишкекский «Эколог». В составе «Алги»/«СКА ПВО» становился чемпионом (1993, 2000, 2001, 2002) и серебряным призёром (1997, 1998, 1999) чемпионата страны, обладателем Кубка Кыргызстана (1993, 1997, 1998, 1999, 2000, 2001, 2002). Во второй половине 1990-х годов был капитаном команды.
Всего в высшей лиге Кыргызстана сыграл 220 матчей и забил 17 голов.
В национальной сборной Кыргызстана сыграл единственный матч 16 марта 2003 года в отборочном турнире Кубка Азии против Афганистана (1:2), вышел в стартовом составе и был заменён на 65-й минуте на Маратбека Маманова.